# Марија Аделсхајм Поповић
Марија Аделсхајм-Поповић (слч. Maria Adelsheim-Popovićová; Кошице, 13. мај 1822 — Београд, 13. фебруар 1875) била је словачка и српска позоришна глумица.

## Биографија
Марија Аделсхајм-Поповић је пореклом из Словачке, из племићке породице Пецко. Као глумица дебитовала је у Пожуну (Братислави) 1846. године у једној немачкој позоришној дружини, променивши своје породично име Пецко у Аделсхајм, јер се њена породица противила њеној жељи да се посвети глуми. Извесно време била је чланица Карловог позоришта у Бечу одакле 1855. године, на позив Димитрија Деметра, прелази у Загреб у тек основано Хрватско народно казалиште.
У Загребу упознаје глумца Лазу Поповића, једног од синова свештеника Луке Поповића из Врањева, за кога се удаје 1863. године и са њим 1867. године одлази у Нови Сад, где у јесен 1868. године постаје чланица Српског народног позоришта. Овим браком Марија улази у чувену „уметничку династију” поп-Луке Поповића. У Новом Саду успешно игра две сезоне, до 26. септембра 1868. године као стална гошћа.
Од априла 1869. године неколико месеци игра у београдском Народном позоришту. Београђани су је на сцени гледали још 1862. године, приликом чувеног гостовања Мандровићеве дружине из Загреба. Загребачки глумци су тада, мада у невољи због турског бомбардовања Београда, били прихваћени са великим одушевљењем и као уметници и као браћа. На београдским позоришним листама Марија Аделсхајм појављивала се и као Гђа Вељковићка. Посебно је запажена била у улози Мејриме у истоименој драми Матије Бана.
Од јесени 1869. године гостује по јужнословенским крајевима са путујућом позоришном дружином свога мужа. У јесен 1874. године дружина се распада и Марија се, заједно са Лазом, враћа у Београд. Те зиме доживела је несрећу — пала је на поледици. Оперисана је али је, услед тешких повреда које је том приликом задобила, умрла на врхунцу стваралачког полета.
Марија Аделсхајм-Поповић била је врло даровита, образована, интелигентна и једна од најбољих глумица свога доба. У првом глумачком нараштају београдског Народног позоришта она се, уз Марију Јеленску, истицала лепим образовањем и смислом за педагошки рад, што је нарочито користило младим глумцима. Пера Добриновић је увек истицао да за свој нагли глумачки успон може да захвали управо њој.

## Улоге
Са подједнаком уверљивошћу и спонтаношћу у каријери је остварила низ значајних улога:
- Софија (Јуран и Софија,[в] Иван Кукуљевић Сакцински),
- Мејрима (Мејрима, Матија Бан),
- Ружица (Ослобођење Бошњака, М. Бан),
- Дебора (Дебора, Саломон Херман фон Мозентал),
- Маца (Граничари, Јосип Фрајденрајх),
- Црна краљица (Црна краљица, Ј. Фрајденрајх)
- Јелисавета (Марија Стјуарт, Фридрих Шилер),
- Марија (Марија Тјудор, Виктор Иго),
- Мати (Крштено писмо, Аугуст Вилхелм Ифланд),
- Херцогиња (Чаша воде, Ежен Скриб),
- Фадета (Цврчак,[г] Шарлота Бирх-Пфајфер),
- Софија (Два наредника, А. Мејлар и Б. Добињи),
- Марта (Балканска царица, Никола I Петровић Његош),
- Лепосава (Звонимир, Јован Суботић),
- Јелисавета (Јелисавета, кнегиња црногорска, Ђура Јакшић),
- Јелисавета (Гроф Есекс, Хајнрих Лаубе) и др.